# Tuna landskommun, Södermanland
För andra landskommuner med detta namn, se Tuna landskommun.
Tuna landskommun var en tidigare kommun i Södermanlands län.

## Administrativ historik
Den 1 januari 1863, när kommunalförordningarna började tillämpas, skapades över hela riket cirka 2 500 kommuner, varav 89 städer, 8 köpingar och resten landskommuner. Då inrättades i Tuna socken i Jönåkers härad i Södermanland denna kommun.
Vid kommunreformen 1952 uppgick denna kommun i Jönåkers landskommun som ägde bestånd fram till 1971 då dess område gick upp i Nyköpings kommun.

## Politik

### Mandatfördelning i Tuna landskommun 1942-1946
| 9 | 11 |

| 18 |

| 10 | 10 |

| 18 |